# Александра Флин
Александра Флин (на английски: Alexandra Flinn) е американска писателка на бестселъри в жанра фентъзи, любовен роман и трилър. Пише под псевдонима Алекс Флин (на английски: Alex Flinn).

## Биография и творчество
Александра Кисанис Флин е родена на 23 октомври 1966 г. в Глен Коув, Лонг Айлънд, Ню Йорк, САЩ, в семейството на Никълъс (корабен снабдител) и Маня (домакиня) Кисанис. Израства в Сиосет, щат Ню Йорк, и в Маями, Флорида. Опитва да пише от ранна възраст. На 12 г. се премества в Палмето Бей (предградие на Маями), където завършва гимназия и курс по сценични изкуства.
Учи в Университета на Маями, който завършва през 1988 г. с бакалавърска степен по музика, специалност оперно пеене. След това учи в правния факултет на Нов Югоизточен университет, където през 1992 г. получава степен по право. На 23 май 1992 г. се омъжва за адвоката Юджин Флин Джуниър. Имат две дъщери – Катрин и Мередит.
След дипломирането си стажува в прокуратурата на Маями, а после работи като практикуващ адвокат в кантората „Martinez & Gutierrez“ в Маями до 2001 г., след което се посвещава на писателската си кариера.
Заедно с работата си като адвокат започва да пише. Първият ѝ роман „Breathing Underwater“ (Дишайки под водата) е публикуван през 2001 г. Той става бестселър, удостоен е с различни награди за юношеска литература и е препоръчан за младежи от Американската библиотекарска асоциация. Следващият ѝ роман „Breaking Point“ (Точка на счупване), който съдържа автобиографични елементи от живота ѝ в гимназията, също е добре приет от читатели и критика.
След няколко романа, опитвайки различни жанрове, се насочва към популярния фентъзи жанр. Първият ѝ фентъзи роман „Чудовищен“ от поредицата „Хрониките на Кендра“ е публикуван през 2007 г. Той е модерен преразказ на приказката „Красавицата и звяра“. Книгата става международен бестселър и я прави известна. През 2011 г. е екранизиран във филма „Звяр“ с участието на Алекс Петифър, Ванеса Хъджънс и Мери-Кейт Олсен.
Александра Флин живее със семейството си в Палмето Бей, Маями.

## Произведения

### Самостоятелни романи
- Breathing Underwater (2001)
- Breaking Point (2002)
- Nothing to Lose (2004)
- Fade to Black (2005)
- Diva (2006)
- A Kiss in Time (2009)
- Cloaked (2011)

### Серия „Хрониките на Кендра“ (Kendra Chronicles)
1. Beastly (2007)
Чудовищен, изд.: „Пергамент Прес“, София (2011), прев. Станимир Йотов
2. Bewitching (2012)
3. Towering (2013)

### Екранизации
- 2011 Звяр, Beastly